# Nasrdin Dchar
Nasrdin Dchar,, né le  5 novembre 1978 à Steenbergen (Pays-Bas), est un acteur néerlandais d'origine marocaine.
En 2018, il remporte le prix international du meilleur œuvre personnel au monde.

## Filmographie

### Cinéma
- 2008 : Links
- 2009 : Tirza : Samir
- 2010 : Lotus : Sadik
- 2009 : Rabat : Nadir
- 2011 : Süskind : Felix Halverstadt
- 2012 : Mike dans tous ses états (De groeten van Mike!) : Physiothérapeute
- 2013 : Valentino : Nourdin
- 2013 : Wolf : Hamza
- 2018 : Gek van Oranje : Adam
- 2022 : Faithfully Yours d'André van Duren : Milan Saber

### Séries télévisées
- 2006 : Sesamstraat[réf. nécessaire]
- 2006 : Shouf Shouf! : Karim Bentarek
- 2007 : Mannenharem : Yassin
- 2011 : Deadline : Mimoun
- 2012 : Charlie : Omar
- 2017 : Het bestand : Axel
- 2018 : Mocro Maffia : Potlood (en cours)
- 2024 : The Golden Hour : Mardek